# Cynops orientalis
Espèce
Synonymes
- Triton orientalis David, 1873 "1872"
- Hypselotriton orientalis (David, 1873)

Statut de conservation UICN

 LC  : Préoccupation mineure
Cynops orientalis, le Triton oriental, est une espèce d'urodèles de la famille des Salamandridae. Il s'agit de l'ancien Cynops orientalis, aujourd'hui reclassé.[pas clair]

## Description
Il s'agit d'un petit triton, qui atteint rarement plus de 10 cm de longueur, queue comprise. De manière générale, sa taille est comprise entre 6 et 9 cm. Son dos est généralement noir bien qu'il arrive de rencontrer des animaux moins sombres, dont la teinte se rapproche du brun foncé. Le ventre lui, est orange vif tacheté de noir. Un ventre très coloré est un indicateur de bonne santé du triton. La queue peut représenter la moitié de la taille totale du corps de l'animal. Cette dernière diffère légèrement selon le sexe de l'individu. Les mâles ont des queues plus courtes, mais plus larges que les femelles, qui ont elles le bout de la queue plus pointu. Ces distinctions se remarquent principalement lors des périodes de reproduction, au retour du printemps, période pendant laquelle les mâles sont également reconnaissables à leur cloaque, très gonflé à ce moment de l'année.
Il s'agit d'une espèce très populaire chez les aquariophiles, et particulièrement répandue en animalerie et autres magasins spécialisés.

## Répartition
Cette espèce est endémique de République populaire de Chine. Elle se rencontre de 30 à 1 000 m d'altitude au Anhui, au Guangxi, au Fujian, au Henan, au Hubei, au Hunan, au Jiangsu et au Zhejiang.

## Publication originale
- David, 1873 "1872" : Quelques renseignements sur lhistoire naturelle de la Chine septentionale et occidentale. Journal of the North-China Branch of the Royal Asiatic Society, New Series, vol. 7, p. 205-234.